# 神石高原町町営バス
神石高原町町営バス（じんせきこうげんちょうちょうえいバス）は、広島県神石郡神石高原町にて運行しているコミュニティバスである。

## 概要
- 中国バス油木 - 豊松間の廃止に伴い、町内の公共交通を再編するかたちで2009年4月1日から運行を開始した。
- 料金は300円均一で、小児（中学生以下）や障害者は半額（10円未満の端数は切り上げ）。大人同伴の未就学児は1名まで無料。
  - 町内の小中学生や園児が通学や通園に利用する場合も無料。
  - 定期券は通勤用と通学用とがあり、いずれも期間が1ヵ月と3ヵ月のものがある。
- 運行形態は、自家用自動車（白ナンバー車）による有償運送である。
  - スクールバス車両の空き時間を活用して運行している。
- 「ふれあい号」の愛称が付けられている。

## 路線
以下の路線がある。
油木豊松線
- 油木高校 - 油木 - 八鳥 - 豊松ひとやすみ

神石油木線
- 犬瀬 - 神石支所前 - 呉ヶ峠 - 牧 - 油木高校 - 油木

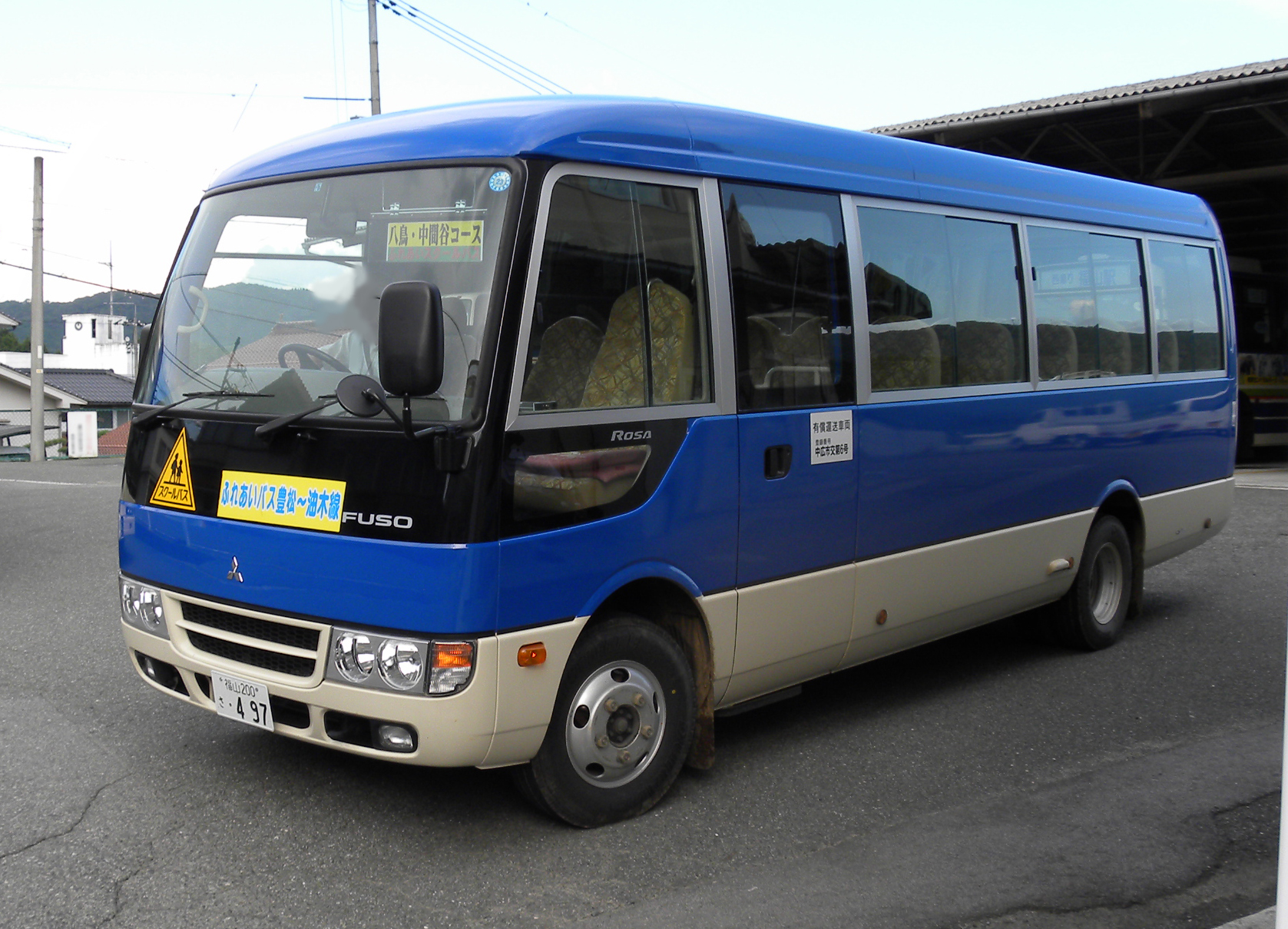
油木豊松線の車両（2011年）

  - 犬瀬 - 神石支所前間は休日運休。

### かつて運行されていた路線
町立病院豊松線
- 町立病院 - 李 - 中間谷 - 豊松

笹尾線
- 貝原 - 大萩 - 城地 - 奴留田 - 平郡 - 四日市

油屋・野呂川線
- 法曹 - 油屋 - 牧迫 - 東郷 - 野呂川 - 四日市

岩ヶ瀬・仁吾線
- 岩ヶ瀬 - 枇杷谷 - 仁吾 - 牧迫 - 四日市

日ノ郷・川東線
- 尾戸 - 猪鼻 - 日ノ郷 - 川東 - 四日市

野・堀越・追谷線
- 野 - 堀越 - 追谷 - 四日市

下谷線
- 下谷 - 四日市

阿下・広石線
- 阿下 - 広石 - 町立病院